# Kék Lagúna
A Kék Lagúna (izlandi nyelven:  Bláa lónið) geotermikus gyógyfürdő  Izland Déli-félszigeti régiójában. A mesterséges tó, Izland egyik fő turistacélpontja  Grindavík közelében, a Þorbjörn (magyar betűkkel: Thornbjörn) hegy előterében fekszik, mintegy 20 kilométerre a Keflavík nemzetközi repülőtértől, és a közeli Svartsengi geotermikus erőmű látja el meleg vízzel.

## Leírása
A víz világoskék színét magas kovatartalma okozza.
A kova fehér iszapréteget képez a tó alján, melyet a fürdőzők magukra dörzsölnek.
A tó vize gazdag sókban és algákban.
Hőmérséklete 37–39 °C közötti.

## A víz eredete
A mesterséges tó vize a közeli geotermikus erőmű mellékterméke. A föld alól, egy lávafolyás közeléből feltörő nagy nyomású, 100 °C-nál forróbb (azaz a nagy nyomás miatt túlfűtött) vízzel hajtják az erőmű turbináit. Ezután a gőz és a forró víz egy hőcserélőn keresztül a városi fűtésrendszerbe kerül, majd onnan a tóba.
Az ásványokban gazdag víz mintegy 1,2 MPa (12 bar) nyomáson, 240 °C hőmérsékleten tör fel. Az ásványi anyagok magas koncentrációja miatt nem lehet egyéb célra felhasználni, hanem a környezetbe kell kibocsátani. Itt egy 50-100 cm között változó vastagságú vízáteresztő lávamezőn halad át. Az ásványok kiválása után a víz a lávarétegbe szivárog, azonban a lerakódott ásványrétegek egy idő után vízzáróvá teszik a talajt, ezért az erőműnek időről időre új medreket kell ásnia.
A víz kétnaponta cserélődik. Átlagos pH-értéke 7,5, sótartalma 2,5%. Néhány kék és zöld algán kívül alig él meg valami a vízben, így fertőtlenítés nélkül is mentes egyéb baktériumoktól és gombáktól.

## A gyógyfürdő
Röviddel az erőmű 1976-os megnyitása után a víz elkezdett medencéket képezni. 1981-ben egy pikkelysömörben szenvedő beteg észrevette, hogy a tóban való fürdés enyhíti a tüneteit.
A hely hamarosan népszerűvé vált,
és 1987-ben megnyitották a fürdőt, 1992-ben pedig céget is alapítottak rá.
Az 1990-es években készült tanulmányok megerősítették, hogy a víz jótékony hatással van a pikkelysömörre. 1994-ben klinikát is nyitottak a betegség gyógyítására, a következő évben pedig a fürdőt üzemeltető cég forgalmazni kezdte az innen származó kovát, algákat és sót.
A tónak 2017-ben már 1,3 millió látogatója volt.

## A 2023-as földrengések

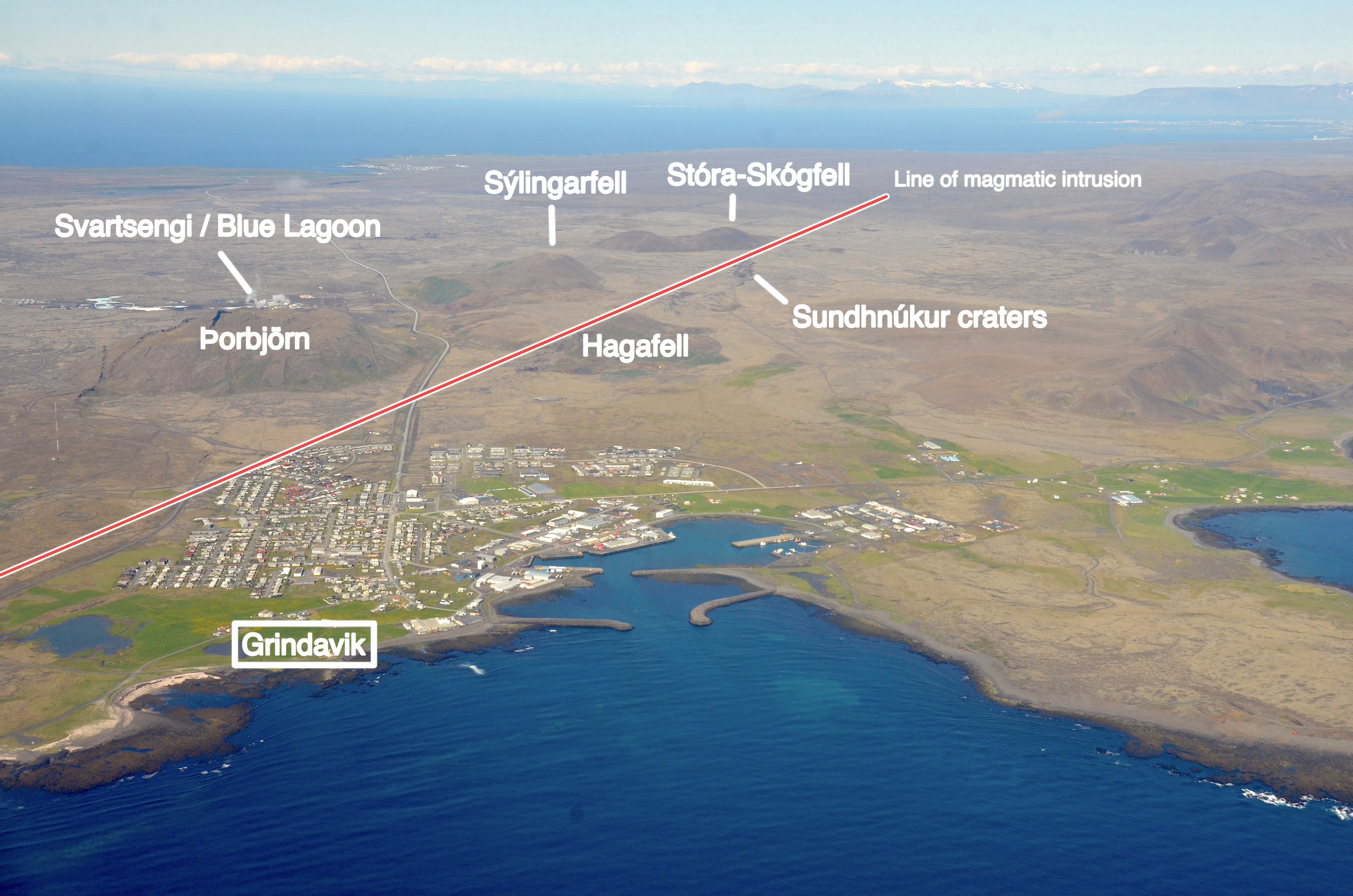
A földrengésekkel érintett terület légi felvételen

A területet érintette a 2023-as földrengésraj, ezért október 23-án veszélyhelyzetet hirdettek..
A fürdőhelyet kritikák érték, amiért – egy korábbi vulkánkitörés előzményeihez hasonló körülmények között – továbbra is fogadta a vendégeket,
akiket nem tájékoztattak kellőképpen az eseményekről és a kockázatokról.
November 4-én az értékesítési vezető még arról beszélt, hogy nincs tervben a bezárás,
és kritizálta az Izlandi Egyetem geológiaprofesszorát, aki várható vulkánkitörést jelzett előre.
Három nappal később azonban egy utazási iroda az utasok és a személyzet biztonságára való tekintettel törölte az ide szóló útjait.
November 9-én egy tóparti szálloda vendégei között pánik tört ki egy földrengésraj miatt. Ezután a Kék Lagúnát először egy hétre bezárták,
majd meghosszabbították a zárva tartást a hónap végéig. Végül a veszély elmúltával 2024. január 6-án nyitották meg újra, miután új gátakkal erősítették meg a lávafolyással szemben.

## Fordítás
Ez a szócikk részben vagy egészben  a   Blue Lagoon (geothermal spa) című angol Wikipédia-szócikk ezen változatának fordításán alapul.  Az eredeti cikk szerkesztőit annak laptörténete sorolja fel. Ez a jelzés csupán a megfogalmazás eredetét és a szerzői jogokat jelzi, nem szolgál a cikkben szereplő információk forrásmegjelöléseként.